# باري كون
باري كون (بالإنجليزية: Barry Conn)‏ هو عالم نبات أسترالي، ولد في 1948.